# Jean Brankart
Jean Brankart (Momalle, 12 luglio 1930 – Liegi, 23 luglio 2020) è stato un ciclista su strada e pistard belga.
Professionista dal 1952 al 1960, vinse la classifica scalatori al Giro d'Italia 1958 e due tappe al Tour de France 1955.

## Carriera
Passista-scalatore, mostrò una buona attitudine nelle gare a cronometro e ciò gli permise di essere competitivo nelle grandi corse a tappe.
Il Tour de France fu il palcoscenico principale in proposito: nel 1954 si classificò al nono posto mentre l'anno seguente fu il più tenace avversario di Louison Bobet, che riuscì ad arrivare in maglia gialla a Parigi per la terza volta consecutiva. Soprattutto nelle ultime tappe riuscì a mettere in difficoltà il francese, vincendo la tappa pirenaica di Pau (dove precedette Bobet allo sprint) e soprattutto la cronometro di Tours dove inflisse al rivale oltre 2 minuti. In classifica finale chiuse con un distacco di 4'53", ma riuscì a precedere di diversi minuti lo scalatore lussemburghese Charly Gaul, che finì sul terzo gradino del podio. Negli anni successivi non riuscì a cogliere piazzamenti di rilievo nella Grande Boucle ad eccezione del 1959 quando si classificò decimo.
Nel 1958 decise di prender parte al Giro d'Italia e diede del filo da torcere ad Ercole Baldini che quell'anno visse la miglior stagione della sua carriera. Brankart infatti si classificò secondo nella cronometro di Viareggio, nella cronoscalata di San Marino e nella tappa con arrivo in salita a Bosco Chiesanuova e terminò al secondo posto anche nella classifica generale finale, distanziato di 4'17" da Baldini. A dimostrazione del suo buon rendimento in salita conseguì il primo posto nella classifica dei Gran Premi della Montagna, dove riuscì a far meglio sia di Charly Gaul che di Federico Bahamontes.
Oltre ai grandi giri su strada vanno ricordate anche una vittoria di tappa al Grand Prix du Midi Libre, una al Giro di Svizzera ed una al Giro del Belgio, mentre tra i piazzamenti meritano sicuramente menzione i terzi posti nella Liegi-Bastogne-Liegi e al Trofeo Baracchi (questi ultimi conseguiti entrambi nel 1955).
Se la cavò bene anche su pista, dove fu campione belga dell'inseguimento nel 1956 e nel 1959 e fu terzo al mondiale di specialità. Chiuse la carriera nel 1960 all'età di 30 anni.

## Palmarès

### Strada
- 1955

3ª tappa, 1ª semitappa 3 Daagse van Antwerpen
8ª tappa Tour de Suisse (Lucerna > Zurigo)
18ª tappa Tour de France (Saint-Gaudens > Pau)
21ª tappa Tour de France (Châtellerault > Tours)
- 1956

3ª tappa, 1ª semitappa Giro del Belgio
Grote Bankprijs Roeselare
- 1957

2ª tappa, 1ª semitappa 3 Daagse van Antwerpen
- 1959

Classifica generale Grand Prix du Midi Libre

#### Altri successi
- 1958

Classifica scalatori Giro d'Italia

### Pista
- 1956

Campionato belga, Inseguimento individuale
- 1958

Campionato belga, Inseguimento individuale
- 1959

Campionato belga, Inseguimento individuale

## Piazzamenti

### Grandi Giri
- Giro d'Italia

1956: 7º
1958: 2º
- Tour de France

1954: 9º
1955: 2º
1956: 39º
1958: ritirato (20ª tappa)
1959: 10º
1960: ritirato (12ª tappa)
- Vuelta a España

1959: ritirato

### Classiche monumento
- Milano-Sanremo

1958: 10º
- Parigi-Roubaix

1957: 58º
- Liegi-Bastogne-Liegi

1953: 18º
1954: 19º
1955: 3º
1956: 22º
- Giro di Lombardia

1955: 69º

### Competizioni mondiali
- Campionati del mondo

Varese 1953 - In linea: ritirato
Frascati 1955 - In linea: ritirato